# Eulimnadia texana
Eulimnadia texana är en kräftdjursart som först beskrevs av Alpheus Spring Packard 1871.  Eulimnadia texana ingår i släktet Eulimnadia och familjen Limnadiidae. Inga underarter finns listade i Catalogue of Life.